# Димитровська сільська рада (Оріхівський район)
| Димитровська сільська рада — колишній орган місцевого самоврядування у Оріхівському районі Запорізької області з адміністративним центром у с-щі Димитрове. Історична дата утворення: 11 лютого 1986 року. Водоймища на території, підпорядкованій даній раді: р. Конка. Сільській раді були підпорядковані населені пункти: - с-ще Зарічне - с. Жовтеньке |

## Склад ради
Рада складалася з 16 депутатів та голови.

### Керівний склад ради
| ПІБ                         | Основні відомості                                                              | Дата обрання | Дата звільнення |
| --------------------------- | ------------------------------------------------------------------------------ | ------------ | --------------- |
| Самусь Валентина Михайлівна | Сільський голова, 1950 року народження, освіта, член Селянської партії України | 26.03.2006   | 31.10.2010      |
| Самусь Валентина Михайлівна | Сільський голова, 1950 року народження, освіта вища, член Партії регіонів      | 31.10.2010   |                 |

Примітка: таблиця складена за даними джерела